# Дом (фильм, 2011)
«Дом» — российский драматический боевик режиссёра Олега Погодина, премьера которой состоялась 3 ноября 2011 года. Главную роль — преступника Виктора Шаманова — исполнил Сергей Гармаш, удостоившийся за неё главной национальной кинопремии «Ника».
В центре сюжета — семья Шамановых, живущая в российских степях, готовящаяся отпраздновать столетний юбилей главы семейства, ветерана Первой мировой войны Ивана Матвеевича. Внезапный приезд старшего сына Виктора, которого члены семьи не видели 25 лет, меняет все их планы. Картина была благосклонно принята большинством российских кинокритиков и стала обладательницей трёх премий «Золотой орёл» (номинировалась ещё на три) и одной «Ники» (номинировалась ещё на три).

## Сюжет
Семья Шамановых проживает в двухэтажном доме посреди донских степей. Во главе семейства — почтенный Григорий Иванович (Богдан Ступка), которого уважает и боится каждый член семьи. Отец Григория Ивановича, Иван Матвеевич (Виктор Хоркин), ветеран Первой мировой войны, прикованный к инвалидному креслу и почти не реагирующий на окружающий мир, готовится отметить столетний юбилей. Каждый занят приготовлением к грядущему празднику.
Тем временем поездом из Москвы в родной дом направляется Виктор (Сергей Гармаш) — старший сын Григория Ивановича, авторитетный преступник по прозвищу «Шаман». Его сопровождают трое сообщников-подчинённых. По прибытии в дом вся семья садится обедать, однако атмосфера за столом накаляется, так как все присутствующие знают, что Виктор — преступник. Григорий Иванович, напротив, несказанно рад приезду Виктора, подчёркивая, что именно на него в молодости он возлагал главные надежды. Однако мать Виктора, Надежда Петровна (Лариса Малеванная), сомневается, что причиной приезда сына стал юбилей дедушки.
В новостных сводках проходит информация об устранении крупного питерского криминального авторитета Леонида Барыгина по кличке «Банкир», и сообщники понимают, что следующей жертвой должен стать Шаман. Виктор отпускает сообщников, они же, в свою очередь, оставляют ему часть привезённого с собой арсенала, включая ящик динамита.
Тем временем в гостинице «Степная», неподалёку от дома Шамановых, поселяются несколько человек в костюмах (согласно словам Сергея Гармаша, это сотрудники ФСБ), разыскивающие Виктора. Под видом электриков они пытаются выведать информацию о местонахождении Шамана, однако никто из членов семьи не признаётся, что Виктор вернулся домой.
Следующей ночью Пашка (Владимир Епифанцев), один из сыновей Григория Ивановича, отправляется с Виктором на охоту. Оставшись наедине со старшим братом, Пашка расспрашивает его о том, как тот попал в тюрьму. Виктор рассказывает, что порезал соперника «из-за бабы», а её избил. И, как он позже узнал, она, будучи беременной, потеряла из-за этого ребёнка. Пашка просит Виктора забрать его с собой в Москву, в банду. Пашка провоцирует драку с Виктором, предварительно настаивая, что если он одержит верх — Виктор возьмёт его с собой в Москву. Поединок заканчивается фактическим избиением Пашки, спор проигран.
Не извиняйся... Ни перед кем, никогда, даже если виноват. У Шамановых есть только одно извинение.
Тем временем боевики случайно встречаются в ресторане с сообщниками Виктора и убивают всех троих, предварительно выяснив, где находится Шаманов.
Наступает сотый день рождения Ивана Матвеевича. На празднование приезжает второй сын юбиляра Алексей Иванович (Пётр Зайченко) вместе с супругой (Татьяна Щанкина) и детьми. После очередной ссоры в доме младший сын Шамановых Андрей (Иван Добронравов) втайне от родных собирает вещи и, заняв денег у Алексея Ивановича, садится на поезд в Москву.
К дому подъезжает боевая группа и занимает позиции. Снайпер располагается на холме напротив особняка, высматривая цель, старший группы незаметно проникает в дом. Виктор чувствует, что опасность рядом. Во дворе в это время между главой семейства и его братом разворачивается грандиозный скандал, в который втягивается остальная родня. Начинается перестрелка, в результате которой оба противника (и Виктор, и командир отряда) получают серьёзные ранения. Крики со двора заглушают стрельбу, и никто не замечает, что в доме Виктор в одиночку противостоит убийцам. Истекающего кровью Виктора замечает Пашка. Из окна он открывает огонь по машинам службистов, но убивает лишь одного из них. По приказу старшего группы Пашку убивает снайпер.
Придя к выводу, что им оказывается организованное сопротивление, старший группы отдаёт приказ открыть шквальный огонь по дому. Обстрел заканчивается гибелью всех оставшихся в доме членов семьи Шамановых, за исключением Виктора, младшей дочери Натальи (Екатерина Редникова) и её мужа Игоря (Глеб Подгородинский). Спаслись также дети, незадолго до этого уехавшие на реку, и Андрей, сбежавший из дома. Шаманову удаётся отомстить нападавшим с помощью Ивана Матвеевича, который, поняв, что что-то не так, выехал из дома на инвалидной коляске и, вплотную приблизившись к машине последних выживших "службистов", взорвал ящик тротила, который Виктор спрятал в его комнате.
Дав волю своему гневу, Шаманов смотрит вдаль и видит приближающуюся к нему женщину. Он узнаёт в ней Свету (Анжела Кольцова) — свою бывшую невесту, с которой они не виделись с тех пор, как Виктор сел в тюрьму. Света направляет на него пистолет и дважды стреляет, отомстив за свою сломанную жизнь и за нерождённого ребёнка, которого она когда-то потеряла по вине Шаманова.
В финальной сцене картины радостные дети на автомобиле возвращаются с речки домой.

## В ролях
| Актёр               | Роль                                                                         |
| ------------------- | ---------------------------------------------------------------------------- |
| Сергей Гармаш       | Виктор Шаманов (Шаман), старший сын Шамановых                                |
| Богдан Ступка       | Григорий Иванович Шаманов, глава семейства                                   |
| Лариса Малеванная   | Надежда Петровна, жена Григория Шаманова                                     |
| Игорь Савочкин      | Дмитрий Шаманов, второй сын Шамановых                                        |
| Александра Бледная  | Валентина, жена Дмитрия                                                      |
| Елизавета Романова  | Лена, старшая дочь Дмитрия и Валентины                                       |
| Фёдор Смирнов       | Максимка, младший сын Дмитрия и Валентины                                    |
| Евгения Дмитриева   | Тамара Шаманова, старшая дочь Шамановых                                      |
| Александр Назаров   | Борис Ройтман, муж Тамары                                                    |
| Екатерина Редникова | Наталья Шаманова, младшая дочь Шамановых                                     |
| Глеб Подгородинский | Игорь Половцев, муж Натальи                                                  |
| Владимир Епифанцев  | Пашка Шаманов, третий сын Шамановых                                          |
| Иван Добронравов    | Андрей Шаманов, младший сын Шамановых                                        |
| Пётр Зайченко       | Алексей Иванович Шаманов, брат Григория Шаманова                             |
| Татьяна Щанкина     | Зинаида Васильевна, жена Алексея Ивановича                                   |
| Виктор Хоркин       | Иван Матвеевич Шаманов, столетний отец Григория и Алексея Шамановых, инвалид |

| Актёр              | Роль                                           |
| ------------------ | ---------------------------------------------- |
| Александр Порываев | Мишка, любовник Натальи                        |
| Анжела Кольцова    | Светка, подруга Виктора Шаманова               |
| Лариса Домаскина   | Раиса, администратор гостиницы, подруга Светки |
| Сергей Лобанов     | Январь, сообщник Виктора                       |
| Михаил Солодко     | Лопата, сообщник Виктора                       |
| Олег Васильков     | Крючок, сообщник Виктора                       |
| Кирилл Полухин     | Старший                                        |
| Эдуард Флёров      | ветеран                                        |
| Николай Молочков   | Язва                                           |
| Константин Адаев   | Тоска                                          |
| Игорь Скурихин     | Весёлый                                        |
| Александр Дрожжин  | Умник                                          |
| Олег Погодин       | ведущий новостей (озвучка)                     |

## Создание

### Замысел и написание сценария
По признанию Олега Погодина, первая мысль о создании подобного фильма у него появилась ещё в 1998 году, после беседы с одним оператором, который и подал идею, сказав: «Вот, представь себе — на экране просто дом, стоящий на открытом пространстве». Погодин признавался, что на него сильно повлияли вестерны Сэма Пекинпы и Джона Форда. Кроме того, Погодин вырос в таком же степном городе в Ростовской области, поэтому атмосфера фильма была ему близка. Сценарий фильма был впервые опубликован на страницах киноведческого журнала «Искусство кино».
С 1998 года в сценарии почти ничего не поменялось, хотя, по словам Погодина, «самая первая версия сценария, которую пришлось четыре раза переписывать, была всё же самой лучшей, однако бюджетные ограничения наложили отпечаток на окончательный вариант». Именно из-за нехватки денег Погодину пришлось отказаться от сцены пожара в доме: «Мне нужно было не просто удешевить проект, но придумать такое художественное решение, которое могло бы симфонический финал первого варианта превратить в моно-дорожку, чьё звучание сохранило бы прежнее эмоциональное зерно», — отмечал режиссёр.
В другом интервью Погодин заявил, что идея съёмок фильма с таким сюжетом пришла к нему при поездке по Ростовской области. Режиссёр читал одну из книг Уильяма Фолкнера и думал:
Господи, это же всё здесь, все драмы, которые происходят в его романах. Если когда-то в жизни представится возможность, я сделаю фильм, в котором будет не фолкнеровская семья, — а наша, казачья, легко узнаваемая, но в которой совместятся отголоски моей любви и к своей земле, и к той чужой американской земле, что через литературу дала мне «культурную прививку» ещё в школе.
— Олег Погодин, 
Влияние на режиссёра оказал и фильм Терренса Малика «Дни жатвы», в частности операторская работа Нестора Альмендроса.
Работа над сценарием была полностью завершена ещё в 2005 году, однако в успех фильма не верили продюсеры. Особенно скептично была принята финальная сцена картины: долгая перестрелка в стиле вестерна, которую пришлось вырезать. В 2007 году производство фильма сдвинулось с мёртвой точки: продюсер Рубен Дишдишян передал сценарий актёру Сергею Гармашу, которому он крайне понравился. Гармаш, по собственным словам, согласился на участие в фильме из-за того, что уже давно не видел таких качественных сценариев.
Сценарий переписывался ещё несколько раз из-за того, что трёхчасовой вариант фильма никто бы не взял в прокат. Погодин жалеет об этом, так как создатели «потеряли некоторые моменты, очень чётко артикулированные в сценарии за счёт его длины». У режиссёра были в запасе девять вариантов финальной сцены картины, всего лишь один из которых вошёл в смонтированный фильм. Вырезанные сцены можно посмотреть в специальном издании фильма, вышедшем на DVD-дисках. Кроме того, в сценарии присутствовал и пролог фильма: 1919 год, дед Иван Матвеевич приезжает в эти края собирать первую продразвёрстку и зарубает собственного брата. Продюсеры отказались выделять деньги на эту сцену, поэтому её пришлось убрать.
Название фильма было также придумано с самого начала. Олег Погодин так комментировал свой выбор: «Я не хотел никаких вариантов. Хотел архетипичное простое название. „Домов“ было снято много: от японского треш-ужастика шестидесятых годов до французского прошлогоднего „Дома“ с Изабель Юппер. Дом — это архетип, как и зеркало. Именно таким и должно быть название».
Мы неплохо время провели. У нас и коровки в стойле стали доиться, и свинки начали плодиться, и курочки неслись. По навозу мы походили, подышали запахом степного ветра вперемешку с запахом хлева — все было, как сейчас любят говорить, аутентично.

### Кастинг
Исполнителю главной роли Сергею Гармашу роль Виктора Шаманова была предназначена ещё до окончания написания сценария, хотя кастинг проходил и Владимир Машков, которого продюсеры и хотели на эту роль. Машков сам отказался от участия в фильме из-за того, что персонаж показался ему слишком слабым. Кандидатуру Гармаша поддерживал и Олег Погодин, который говорил: «У Машкова бы эта роль получилась более злой, он в последнее время скрыто очень работает, ему тяжело показывать уязвимость … Я же хотел, чтобы в Викторе была нежность, была рана. Машков и боль бы сыграл, но эта была бы боль раненого зверя». Чтобы подготовиться к роли киллера, Гармаш смотрел те фильмы, которые заставили его в детстве плакать или смеяться — «Зеркало», «Калина красная», «Служили два товарища», «Подранки» и «Баллада о солдате». «У Сергея Гармаша я ещё и учился, он как личность помог мне делать „Дом“. В таланте Сергея я никогда не сомневался. Он поразил меня особой дисциплинированностью, порядочностью, человечностью. И ни грамма звёздности. Я так могу сказать о каждом своём артисте, но именно Сергей стал стержнем фильма», — говорил Олег Погодин.
В роли Натальи Погодин сразу видел Екатерину Редникову, в роли Григория Ивановича — Богдана Ступку, с которым они созвонились насчёт этого ещё в 2006 году. Мать семейства изначально представлялась режиссёру более жёсткой, чем тот образ, который был воплощён на экране. Сергей Сельянов, сопродюсер картины, настоял на том, чтобы мать была более архетипичной, и часть сценария была переписана. Владимир Епифанцев, исполнивший роль Пашки, также был утверждён на роль сразу же, Погодин сказал ему, что тот должен сыграть «переростка». Познакомившись с Ларисой Малеванной и Петром Зайченко, режиссёр сразу понял, насколько они нужны фильму, хотя вначале на их роль были утверждены другие актёры. На некоторые роли в картине рассматривались Лариса Гузеева и Юлия Высоцкая.

### Съёмки
Съёмки фильма стартовали в начале сентября 2010 года в Симферополе и заняли пятьдесят три дня, закончившись в конце ноября. Погода часто подводила съёмочную группу, постоянно шли дожди.
Дом, в котором и происходит всё основное действие картины, был сконструирован художником-постановщиком Сергеем Агиным за полтора месяца. Погодин отзывался о работе с ним так:
Он придумал дом, в котором реалистичность сочеталась со стилем барокко — всякие балкончики, мансарды, галереи. Я попросил упростить, потому что в подобной декорации очень сложно выстраивать мизансцены. Персонажам для того, чтобы просто встретиться, нужно было бы свешиваться через перила, долго идти друг к другу навстречу, вместо того, чтобы просто сделать пару шагов. Сергей согласился и переделал эскизы из гениальных в просто талантливые. А что он творил во время постройки дома! Искал в ближайших деревнях части старых домов — оконные рамы, двери, наличники, половицы, старый кирпич, сарайные доски… Он режиссировал биографию дома.
— Олег Погодин, 
По словам президента компании «Централ Партнершип» Марка Лоло, именно строительство дома заняло больше всего времени, и из-за этого съёмочный процесс так долго откладывали на более поздние сроки. Режиссёр отметил и то, что с оператором картины, Антуаном Вивас-Денисовым, который «чрезвычайно быстро и точно воспринимал все режиссёрские идеи», было очень приятно работать.
Погодин признавался, что декорации фильма вдохновлены картинами художника Эндрю Уайета: «Я сам — человек донской, родился и рос в степном городе. На эстетику фильма сильно повлияли три фактора. И все три — американоцентристские. Литературный след — это Уильям Фолкнер. Живописный — Эндрю Уайет. Кинематографический — Сэм Пекинпа. Это моё скрытое признание в любви американской культуре», — говорил режиссёр.
В финальной сцене фильма звучит казачья песня «Не для меня придёт весна», звучащая в ленте Никиты Михалкова «Пять вечеров», исполняемая хором зауральских казаков. По признанию Погодина, он знает данную песню с детства, из-за чего и использовал её в фильме. Кроме того, в картине присутствует и композиция «Я очень рад, ведь я наконец возвращаюсь домой» в исполнении Валерия Ободзинского.
Бюджет картины составил около 130 млн руб. (около 4 млн долл.), что сделало «Дом» одним из самых затратных российских фильмов 2011 года.

## Премьера, награды и номинации
Российская премьера фильма состоялась 3 ноября 2011 года, а в странах СНГ — 10 ноября того же года. На DVD-дисках картина вышла в обычном издании, а также в Blu-ray, 1 декабря 2011 года и 9 февраля 2012 года соответственно.
Несмотря на успех фильма у кинокритиков, картина полностью провалилась в прокате, собрав 142 000 долл. при 4 млн бюджета.
Лента демонстрировалась в рамках внеконкурсной программы 47-го международного кинофестиваля в Карловых Варах. В сентябре 2012 года, согласно данным Российского института культурологии, «Дом» рассматривался в качестве кандидата от России на премию «Оскар» в номинации «Лучший фильм на иностранном языке».
| Дата церемонии  | Премия          | Категория                                      | Лауреаты и номинанты | Результаты |
| --------------- | --------------- | ---------------------------------------------- | -------------------- | ---------- |
| 13 августа 2011 | «Окно в Европу» | «За владение кинематографическими профессиями» | Олег Погодин         | Победа     |
| 13 августа 2011 | «Окно в Европу» | «За выдающееся актёрское мастерство»           | Пётр Зайченко        | Победа     |
| 16 декабря 2011 | «Сталкер»       | Приз имени Валерия Фрида за лучший сценарий    | Олег Погодин         | Победа     |
| 22 декабря 2011 | «Белый слон»    | «Лучшая музыка»                                | Эдуард Артемьев      | Номинация  |
| 22 декабря 2011 | «Белый слон»    | «Лучшая женская роль второго плана»            | Екатерина Редникова  | Номинация  |
| 29 января 2012  | «Золотой орёл»  | «Лучшая мужская роль второго плана»            | Богдан Ступка        | Победа     |
| 29 января 2012  | «Золотой орёл»  | «Лучшая музыка»                                | Эдуард Артемьев      | Победа     |
| 29 января 2012  | «Золотой орёл»  | «Лучший монтаж»                                | Александр Амиров     | Победа     |
| 29 января 2012  | «Золотой орёл»  | «Лучший фильм»                                 |                      | Номинация  |
| 29 января 2012  | «Золотой орёл»  | «Лучшая режиссёрская работа»                   | Олег Погодин         | Номинация  |
| 29 января 2012  | «Золотой орёл»  | «Лучшая мужская роль»                          | Сергей Гармаш        | Номинация  |
| 8 апреля 2012   | «Ника»          | «Лучшая мужская роль»                          | Сергей Гармаш        | Победа     |
| 8 апреля 2012   | «Ника»          | «Лучшая женская роль второго плана»            | Лариса Малеванная    | Номинация  |
| 8 апреля 2012   | «Ника»          | «Лучшая музыка»                                | Эдуард Артемьев      | Номинация  |
| 8 апреля 2012   | «Ника»          | «Лучшая работа звукорежиссёра»                 | Сергей Бубенко       | Номинация  |

## Саундтрек
Композитором фильма выступил Эдуард Артемьев, с которым Погодин договорился об участии в фильме заранее. Во время создания музыки режиссёр и композитор часто спорили по поводу саспенсной части композиций: «У Эдуарда Николаевича вся саспенсная часть была преувеличенно большой, на широких мазках, с большим количеством медной группы, и мне это не нравилось, и я ему об этом так и сказал. Мы спорили, даже поругались один раз. Но я вдруг понял, что этой картине не нужна тема большого саспенса», — объяснял Погодин. Режиссёр отметил, что композиторов уровня Артемьева сейчас почти нет.
Рецензенты увидели в музыке Артемьева явное пересечение с лирическими композициями Нино Рота из фильма «Крёстный отец», хотя Олег Погодин отрицал это, сказав, что Артемьев с самого начала написал абсолютно оригинальную музыку. Светлане Степновой, обозревателю сайта ruskino.ru, музыка показалась слегка навязчивой, но не слишком мешала. Мария Безрук с сайта tribuna.ru назвала музыку Артемьева изумительной и точной.
За написание музыкального сопровождения к ленте Погодина Эдуард Артемьев был удостоен премии «Золотой орёл» и номинирован на премию «Ника», проиграв Леониду Десятникову.
Композиции, использованные в фильме, но не вошедшие в состав официального саундтрека
| №   | Название                                        | Длительность |
| --- | ----------------------------------------------- | ------------ |
| 1.  | «Я очень рад, ведь я наконец возвращаюсь домой» | 2:38         |
| 2.  | «Не сыпь мне соль на рану»                      | 3:45         |
| 3.  | «На теплоходе музыка играет»                    | 3:11         |
| 4.  | «Ягода-малина»                                  | 4:39         |
| 5.  | «Играй, гармонь!»                               | 3:24         |
| 6.  | «Не для меня придёт весна»                      | 4:43         |
| 7.  | «Казачья плясовая»                              | 1:53         |
| 8.  | «Raving Moonlight»                              | 0:47         |
| 9.  | «Prelude № 8 — Well Tempered Clavier»           | 2:53         |
| 10. | «Don't Stop»                                    | 4:30         |
| 11. | «Eating Lighting»                               | 2:15         |

## Критика
Фильм был положительно воспринят большинством российских кинокритиков, некоторые из которых сравнивали ленту с «Крёстным отцом» и «Тихим Доном».
Анатолий Ющенко с сайта Filmz.ru рассматривает фильм в первую очередь как игру с разными жанрами «от современного криминального эпоса до постмодернистского балагана» и цитатами из американского кинематографа. Он высоко оценил операторскую работу, которая, по его замечанию, отсылает не «к Луцику и Саморядову», а к «Дням жатвы», и музыкальное сопровождение. Однако по мнению Ющенко фильм оказался несостоятелен в попытке претендовать на роль притчи. Ян Левченко из газеты «Коммерсантъ», тоже отметивший работу оператора и художника, увидел в фильме отсылки к Пекинпе и аллюзии на кинематографические изображения просторов Дикого Запада и одновременно сравнил  Погодина с Александром Довженко. По его мнению «Дом» — фильм о разобщённости современного российского общества, относящийся к редкой категории фильмов, где все главные герои погибают, но конец воспринимается как счастливый.
Аналитик сайта ruskino.ru Светлана Степнова сравнила «Дом» с вестерном Клинта Иствуда «Непрощённый», заявив, что сюжетные линии у них явно пересекаются. В целом фильм критику не понравился, но она оценила операторскую работу, а также актёрские работы Богдана Ступки и Сергея Гармаша. Обозреватель сайта Proficinema.ru Игорь Перунов полностью раскритиковал фильм, отметив неубедительную игру Сергея Гармаша и то, что морали у ленты нет никакой. Дарья Борисова, журналист «Независимой газеты», писала, что в параллельном выходе фильма Андрея Смирнова «Жила-была одна баба» и «Дома» есть что-то символическое: «Они о разных эпохах, но в обеих с трагической ясностью отмечена жуткая, иррациональная тяга русских к самоуничтожению. Какие-то тёмные глубины национальной души разверзлись перед двумя художниками разных поколений». Виктору Матизену, репортёру газеты «Новые Известия», фильм припал к душе, однако он отметил, что его можно было сделать ещё лучше, если бы не коллизия интересов режиссёра Погодина и продюсеров Дишдишяна и Сельянова.
Многие обозреватели были шокированы финальной сценой фильма, проводились также аналогии между ней и массовым убийством в станице Кущёвской, произошедшим в ноябре 2010 года, как раз тогда, когда снимался фильм. Отдельное место в рецензиях критиков заняла и актёрская игра. Анатолий Ющенко подметил, что лучшим в актёрском ансамбле «Дома» был, как ни удивительно, не Богдан Ступка, а Екатерина Редникова, «пребывающая в незабываемом образе окрысившейся интеллигентки». Светлана Степнова, наоборот, отдала пальму первенства Ступке, добавив, что он создал невероятно мощный, достоверный и неоднозначный образ Хозяина Дома. Елена Ардабацкая из «Московского комсомольца» поддержала коллег, сказав, что актёрские работы Ступки и Петра Зайченко были прекрасными. Киноведу Нине Цыркун, пишущей в журнал «Искусство кино», «Дом» показался схожим с произведением А. П. Чехова «Вишнёвый сад»: «Чеховское томное увядание аристократического семейства у Олега Погодина сменил заскорузло-неуютный распад хуторского двора», — объяснила она. Критик добавила, что Погодин снял неплохое кино, которое было бы ещё лучше, если бы «сценарист Погодин не пожрал режиссёра Погодина». Цыркун похвалила и актёрскую игру Петра Зайченко, Ларисы Малеванной и Сергея Гармаша, на её взгляд, исполнившего лучшую роль в своей жизни.
Кинокритик сайта kinobizon.ru Евгений Антонов оценил несколько нюансов ленты, в том числе и мощный актёрский ансамбль, драматургию, операторскую работу и неоднозначный финал. Последний, впрочем, на его взгляд, может и навредить картине, так как финальная сцена, возможно, «взбаламутит публику». Рецензент сайта Intermedia.ru Денис Шлянцев увидел в «Доме» парафраз «Торжества» Томаса Винтерберга. Раскрытием характеров героев и мотивации их поступков, а также общим психологизмом лента напомнила Шлянцеву «Нашествие варваров» Дени Аркана и даже «Гараж» Эльдара Рязанова. Критик подытожил свой обзор внесением «Дома» в десятку лучших отечественных фильмов года.
Сам режиссёр Олег Погодин заявлял, что основная мораль фильма заключается в том, что дома перестали быть нашими крепостями: «Это фильм о том, как разрушается семья, причём разрушается сначала метафизически, а потом уже и физически. Собственно, это социальное кино, которое я попытался вывести на более высокий уровень, чем просто реалистическая жёсткость, которая сейчас присуща многим нашим фильмам. Я понимаю, что снял негармоничный фильм», — говорил он.